# Портрет Карла Фёдоровича Ольдекопа
«Портрет Карла Фёдоровича Ольдекопа» — картина Джорджа Доу и его мастерской из Военной галереи Зимнего дворца.
Картина представляет собой погрудный портрет генерал-майора Карла Фёдоровича Ольдекопа из состава Военной галереи Зимнего дворца.
Во время Отечественной войны 1812 года полковник Ольдекоп занимал должность дежурного генерала 3-й Западной армии, отличился в сражении при Кобрине, а за бой у Городечно был произведён в генерал-майоры. В Заграничном походе состоял дежурным генералом при главной квартире М. Б. Барклая-де-Толли и отличился при взятии Парижа.
Изображён в генеральском мундире, введённом для пехотных генералов 7 мая 1817 года. Слева на груди звезда ордена Св. Анны 1-й степени; на шее кресты орденов Св. Георгия 3-го класса и Святого Владимира 2-й степени, а также прусские кресты орденов Пур ле мерит и Красного орла 2-й степени; справа на груди серебряная медаль «В память Отечественной войны 1812 года» на Андреевской ленте, бронзовая дворянская медаль «В память Отечественной войны 1812 года» на Владимирской ленте и звезда ордена Св. Владимира 2-й степени. Шейный крест орден Св. Георгия 3-го класса изображён ошибочно: Ольдекоп этой степени не имел, вместо него справа на груди перед медалями должен быть изображён нагрудный крест этого ордена 4-го класса. На тыльной стороне картины надпись: Oldekop. Подпись на раме: К. Ѳ. Ольдекопъ, Генералъ Маiоръ. Среди прочих наград на портрете должна быть изображена звезда ордена Св. Александра Невского, Ольдекоп этим орденом был награждён 22 августа 1826 года, ещё до сдачи готового портрета в Эрмитаж (и в этом случае должна отсутствовать Анненская звезда, которую при наличии Александро-Невской звезды было положено снимать).
7 августа 1820 года Комитетом Главного штаба по аттестации Ольдекоп был включён в список «генералов, заслуживающих быть написанными в галерею». Гонорар за работу Доу был выплачен 16 октября 1826 года и 21 июня 1827 года. Готовый портрет был принят в Эрмитаж 8 июля 1827 года.
В 1840-е годы в мастерской И. П. Песоцкого по рисунку И. А. Клюквина с портрета была сделана литография, опубликованная в книге «Император Александр I и его сподвижники» и впоследствии неоднократно репродуцированная.